# Детское чтение для сердца и разума
«Детское чтение для сердца и разума» — первый детский журнал в России.
Журнал издавался в 1785—1789 гг. в университетской типографии издателя и общественного деятеля Новикова Николая Ивановича еженедельно как бесплатное приложение к газете «Московские ведомости». Номера за квартал объединялись в книжки. За пять лет вышло 20 таких книг. Журнал пользовался большой популярностью, сохраняя интерес читателей на протяжении нескольких десятилетий, о чём говорят два его переиздания: в 1799—1804 и 1819 гг.
Редактором «Детского чтения» был Александр Андреевич Петров. Одной из центральных фигур в журнале был русский педагог и публицист А. А. Прокопович-Антонский. Большую часть занимали переводы Н. М. Карамзина, также участвовали и другие видные литераторы того времени: В. С. Подшивалов, Н. Н. Сандунов.
В журнале публиковались лучшие произведения западноевропейской литературы и философии, отобранные с учётом детской аудитории. Основное место занимает «изящная словесность» — переводы произведений нравоучительного характера. Печатались рассказы о жизни великих людей, занимательные приключения, пастушеские повести, басни, сказки, стихи. Для «Д. ч.» характерна гуманная педагогика в духе Руссо. Журнал знакомил юных читателей с основами естественных наук и истории: статьи «О стихиях», «О системе мира», «О солнце», «О земле», «Анекдот из древнеримской истории», «О новой планете», «О кометах», «О воде», «О слоне», «О льве» и т. д.
«В детском уме моём произошёл совершенный переворот, и для меня открылся новый мир …» — С. Т. Аксаков о журнале.